# Erich Pelitz
Erich Rodrigues Cardoso Pelitz conocido simplemente como Erich Pelitz es un actor de televisión brasileño nacido el 15 de febrero de 1991 en Sao Paulo, Brasil. Fue conocido por primera vez al interpretar a Jairo, hermano de Ana e hijo de Apuki y Judith en la telenovela brasileña Moisés y los diez mandamientos de 2015. 

## Biografía
Todos los televidentes e internautas lo han conocido como Jairo Hijo de Apuki y Judith y por ser hermano de Ana en Moisés y los diez mandamientos. Es una de las celebridades más conocidas y famosas por la moda y tendencias. En 2009 trabajó su primer papel en la serie Young Hearts como Vitor Cardoso. Además fue nombrado en la lista de famosos de actores de televisión.

## Programas y series de televisión
Vitor Cardoso - Young Hearts (2009)

Jairo - Moises y los diez mandamientos (2015)